# E751
La ruta europea E751 és una carretera que forma part de la Xarxa de carreteres europees. Comença a Rijeka (Croàcia) i finalitza a Koper (Eslovènia). Té una longitud d'aproximadament 190 km.